# Super Bunny in orbita!
Super Bunny in orbita! (The Bugs Bunny/Road Runner Movie) è un film d'animazione  del 1979 diretto da Chuck Jones e Phil Monroe. Si compone d'una raccolta di cortometraggi classici della Warner Bros. e da sequenze animate di raccordo, con protagonista Bugs Bunny all'interno della sua lussuosa dimora costruita su una cascata di succo di carota (ispirata nel disegno alla famosa Casa sulla cascata di Frank Lloyd Wright).
All'inizio del film, Bugs discute del suo "gran numero di padri". Tale scena fu scritta da Chuck Jones allo scopo di smentire le affermazioni fatte da Robert Clampett nel film documentario Bugs Bunny Superstar, in cui questi si prese da solo il merito per la creazione di Bugs Bunny. A dimostrazione del conflitto tra Jones e Clampett, Bugs lascia fuori il nome di Clampett quando elenca i suoi padri.
In questi corti (alcuni dei quali furono ridotti con alcune scene rimosse) compaiono Daffy Duck, Taddeo, Porky Pig, Marvin il Marziano e Pepé Le Pew.

## Produzione
I cortometraggi inclusi sono, nell'ordine:
- Un coniglio fra le stelle (Hare-Way to the Stars)
- L'eroe del XXIV secolo e mezzo (Duck Dodgers in the 24½th Century)
- Le sventure di Robin Hood (Robin Hood Daffy)
- Pennelli, rabbia e fantasia (Duck Amuck)
- Nella plaza de coniglios (Bully for Bugs)
- Chiuditi sesamo (Ali Baba Bunny)
- Il coniglio focoso (Rabbit Fire)
- Per motivi sentimentali (For Scent-imental Reasons)
- Direttore d'orchestra (Long-Haired Hare)
- Cane all'opera (What's Opera, Doc?)
- Operazione coniglio (Operation: Rabbit)

Ai cartoni animati segue una compilation di 15 minuti con protagonisti Willy il Coyote e Beep Beep, con circa 31 gag selezionate da 17 cortometraggi:
- Hip, hip, urrà! (Hip Hip-Hurry!)
- Mimì il supersonico (Zoom and Bored)
- L'invincibile Beep Beep (To Beep or Not to Beep)
- Mira e... spira (Zip 'N Snort)
- Forza telecomandata (Guided Muscle)
- Vieni, guarda e vinci (Stop! Look! And Hasten!)
- Coyote, invidioso e malvagio (Wild About Hurry)
- Forza, andiamo! (Going! Going! Gosh!)
- Provaci ancora... Willy (Zipping Along)
- Addio show (Whoa, Be-Gone!)
- Chi mi frena in tal momento (Hot-Rod and Reel!)
- Eccoli là (There They Go-Go-Go!)
- Mi-mi prenda chi può (Scrambled Aches)
- Veloce e furioso (Fast and Furry-ous)
- Cass... pita (Gee Whiz-z-z-z-z-z-z)
- Chi salta si fa male (Hopalong Casualty)
- Passaggio all'avello (Beep Prepared)

Super Bunny in orbita! venne dedicato a Dorothy Jones, la moglie di Chuck Jones, che era morta poco prima dell'uscita del film.

## Distribuzione

### Data di uscita
Le date di uscita internazionali sono state:
- 14 settembre 1979 negli Stati Uniti
- 6 dicembre in Italia
- 21 dicembre in Finlandia (Väiski on aina Väiski)
- 7 marzo 1980 in Brasile (As Mais Incríveis Aventuras de Pernalonga E Sua Turma)
- 11 luglio in Germania Ovest (Bugs Bunnys wilde, verwegene Jagd)
- 25 luglio in Portogallo (Festival Bugs Bunny)
- 28 agosto in Australia

### Edizione italiana
Super Bunny in orbita! fu l'unico film antologico dei Looney Tunes a uscire nei cinema italiani. Il doppiaggio cinematografico fu eseguito dalla Sinc Cinematografica sotto la direzione di Alfredo Medori. L'adattamento dei dialoghi si prende alcune libertà; tra queste, le città americane nominate da Bugs Bunny vengono trasformate in città italiane, ad esempio eliminando i riferimenti al famoso "incrocio per Albuquerque" affermando che avrebbe dovuto "girare a sinistra dopo Zagarolo", e Taddeo viene chiamato con il suo nome originale. Nel 1999, in occasione dell'edizione VHS, il film fu ridoppiato dalla Time Out Cin.Ca. Il ridoppiaggio venne diretto da Massimo Giuliani su dialoghi più fedeli, ad opera di Raffaella Pepitoni. Il doppiaggio originale è stato usato solo per le repliche televisive sulle reti Mediaset fino al 2024, da allora viene utilizzato anche in TV il ridoppiaggio.

## Edizioni home video

### DVD

#### Prima edizione
Il film uscì in DVD il 10 aprile 2006. Il DVD contiene il film con il ridoppiaggio, completamente restaurato e digitalmente rimasterizzato.

##### Caratteristiche
- Lingue in mono 2.0: italiano, inglese, spagnolo, portoghese e olandese;
- Sottotitoli in italiano, inglese, spagnolo, portoghese, olandese, italiano per sordi e inglese per sordi;
- Contenuto speciale: Interviste a giovani celebrità.